# فيونا ماي
فيونا ماي (بالإيطالية: Fiona May) هي منافسة ألعاب القوى وممثلة إيطالية وبريطانية، ولدت في 12 ديسمبر 1969 بسلاو في المملكة المتحدة. من الجوائز التي نالتها وسام استحقاق الجمهورية الإيطالية.

## جوائز
- وسام استحقاق الجمهورية الإيطالية

## وصلات خارجية
- فيونا ماي على موقع الاتحاد الدولي لألعاب القوى (الإنجليزية)
- فيونا ماي على موقع الاتحاد الإيطالي لألعاب القوى (الإيطالية)
- فيونا ماي على موقع اللجنة الأولمبية الدولية (الإنجليزية)
- فيونا ماي على موقع أوليمبيديا (الإنجليزية)
- فيونا ماي على موقع اللجنة الأولمبية الإيطالية (الإيطالية)
- فيونا ماي على موقع اللجنة الأولمبية البريطانية (الإنجليزية)

- فيونا ماي على موقع IMDb (الإنجليزية)